# Darijan Bojanić
Darijan Bojanić, född 28 december 1994 i Gislaved, är en svensk fotbollsspelare (mittfältare) med bosniskt och kroatiskt ursprung som spelar för sydkoreanska Ulsan Hyundai. Han har tidigare spelat för bland annat Hammarby IF.

## Klubbkarriär
Efter att ha lockat intresse från utländska proffsklubbar som engelska Fulham FC och holländska SC Heerenveen lyckades Öster inför säsongen 2010 värva Bojanić till föreningen. Han anses vara en teknisk spelare med bra skott och har av dåvarande Östertränaren Roar Hansen beskrivits som en "gudabenådad spelare". Darijan Bojanić tilldelades 2012 Tommy Svenssons pris som går till unga och lovande idrottare i närregionen.
Under den Allsvenska fotbollssäsongen 2013 värvade IFK Göteborg Bojanic, som skrev på ett fyra och ett halvt år långt kontrakt med klubben.
Den 15 juli 2014 skrev Bojanic på ett kontrakt med Helsingborgs IF som sträckte sig fram till 2018. Han debuterade för klubben den 20 juli 2014 i en 1–1-match mot Örebro SK.
Säsongen 2017 lånades Bojanic ut till Östersunds FK med en köpoption som inte utnyttjades. I augusti 2017 återvände han till Helsingborgs IF efter att endast spelat fyra matcher.
Inför säsongen 2019 skrev han kontrakt på tre och ett halvt år med Hammarby IF. I januari 2020 förlängde Bojanić sitt kontrakt fram till sommaren 2023. Den 20 september 2021 debuterade Darijan Bojanic som ny lagkapten för Hammarby IF.
Inför säsongen 2023 värvades Bojanić av sydkoreanska Ulsan Hyundai.

## Landslagskarriär
Bojanić debuterade för Sveriges landslag den 9 januari 2020 i en 1–0-vinst över Moldavien. Han stod även för en assist mot Kosovo under januariturnén. Tränaren Janne Andersson berömde honom som en av de bästa svenska spelarna under turnén.